# Bernard Miles
Bernard Miles, född 27 september 1907 i Uxbridge i Hillingdon, London, död 14 juni 1991 i Knaresborough, North Yorkshire, var en brittisk skådespelare.

## Biografi
Miles verkade inom brittisk film och teater från 1930-talet. På 1940-talet gjorde han prominenta biroller i filmer som Havet är vårt öde och Lysande utsikter. Från 1959 drev han Mermaid Theatre i London.
Han tilldelades 1953 Brittiska imperieorden, kommendörs grad.

## Filmografi
- 1940 – För rätt och sanning
- 1942 – Havet är vårt öde
- 1946 – Lysande utsikter
- 1947 – Nicholas Nickleby
- 1951 – Det mörka rummet
- 1953 – Det började i Moskva
- 1956 – Mannen som visste för mycket
- 1956 – Moby Dick
- 1957 – Världens minsta show
- 1957 – Natten det brann
- 1959 – Fallet Robbins
- 1963 – Vilket himla liv
- 1980 – Varför bad de inte Evans? (TV-film)